# وانیا هوهانیسیان
وانیا مارتیروسی هوهانیسیان (ارمنی: Վանյա Մարտիրոսի Հովհաննիսյան؛ ) یک سیاستمدار اهل ارمنستان بود که از تاریخ ۱۹۷۴ تا تاریخ ۱۹۷۸ سمت وزیر ارتباطات ارمنستان شوروی را برعهده داشت.

## یادداشت
1. ↑  ՀԽՍՀ ավտոմոբիլային տրանսպորտի նախարար